# Batura Sar
Le Batura Sar, sommet pakistanais, est le plus haut sommet du massif du Batura Muztagh (Karakoram). Il est le vingt-cinquième sommet de la Terre par son altitude. Il est aussi dénommé Batura I, Batura Muztagh I, Batura Mustagh I et Batoura Moustagh I.

## Ascensions
- 1954 - Tentative d'ascension au cours d'une expédition dirigée par Mathias Rebitsch.
- 1959 - Relevés topographiques et recherches géologiques menés par Hans-Jochen Schneider.
- 1959 - Expédition britannique conduite par Keith Warburton ; le sommet aurait été atteint, mais tous les membres de l'expédition disparurent à la descente, victimes d'une avalanche[1].
- 1976 - Sommet atteint par les Allemands H. Bleicher et H. Oberhoffer en parcourant l'arête est[1].